# Cagou (timbre)
Pour l'animal, voir Cagou.
Le cagou (Rhynochetos jubatus) est un oiseau apparu sur plusieurs séries de timbres-poste d'usage courant de la Nouvelle-Calédonie. Depuis le début des années 1980, les apparitions du cagou sur les timbres de Nouvelle-Calédonie sont très régulières.

## Cinquantenaire de l'annexion
En 1903, pour le cinquantenaire de l'annexion de l'archipel par la France, les timbres au type Groupe en usage depuis 1892 sont surchargés d'un cagou. La surcharge est rouge. Une variété est connue : la disparition du i de « CINQUANTENAIRE ».

## Séries d'usage courant

### Première série de 1905

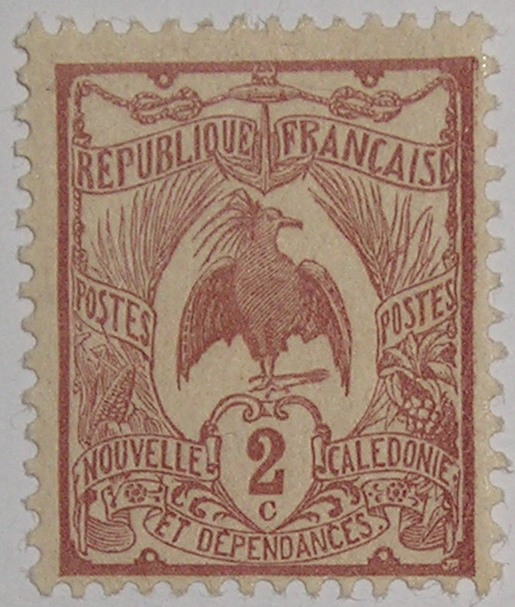
2 centimes au type Cagou de 1905.

En 1905, une nouvelle série d'usage courant est émise avec trois types spécifiques à la Nouvelle-Calédonie : « Cagou » pour les plus faibles valeurs, « Rade de Nouméa » et « Voiliers » pour les plus fortes. Le cagou entouré d'herbes et d'oriflammes portant les mentions de pays (« République française - Postes - Nouvelle-Calédonie et Dépendances ». Les timbres sont réémis régulièrement, y compris avec surcharge pour modifier la valeur faciale, jusqu'en 1927.
Le dessin est de Henry Émile Vollet et les timbres sont gravés en typographie par Jules-Jacques Puyplat.
En 1915, au début de la Première Guerre mondiale, comme en France, un stock de 10 centimes rose est surchargé en rouge d'une surtaxe au profit de la Croix-Rouge. Si la surcharge a été ajoutée en Nouvelle-Calédonie, elle l'est sous la forme « + 5 » et « NCE » en diagonale. Si c'est un ajout effectué à Paris, apparaît un « +5c » en haut à droite du timbre.

### France libre
En 1943, le cagou réapparaît pendant la Seconde Guerre mondiale sur un timbre de grand format dessiné par Edmond Dulac et imprimé en héliogravure à Londres. Il relaie les stocks de timbres des années 1928 à 1939 surchargés « France libre » en 1941.
La série représente un cagou en vol au-dessus d'un paysage suggéré, et entouré des symboles de la France libre : initiales « RF » et croix de Lorraine. Elle sert jusqu'après 1945 où elle est surchargée de nouvelles valeurs.

### Série de 1948
En 1948, un usage courant de grand format et émis en trois valeurs représentant de manière réaliste deux « kagous ». Ils sont dessinés par Jule Douy.

### Le type Forget de 1985
En 1985, Pierre Forget dessine et grave en taille-douce un cagou debout, ailes repliées. En 1988, il connaît la modification de la mention qui passe de « Nouvelle-Calédonie et dépendances » à « Nouvelle-Calédonie ».

### Le type Coatantiec de 1990
En 1990, le cagou apparaît dans son état naturel, bec et patte en avant comme si avançant. Ce type remplace complètement celui de 1985 lors de l'émission de petites valeurs d'appoint en 1991. Ce type est le premier de Nouvelle-Calédonie à connaître une émission en carnet de timbres autocollants.
Le dessin et la gravure en taille-douce sont dus à Raymond Coatantiec.

### Le type Lisiak de 1997
Le type Lisiak montre, en 1997, l'animal, ailes déployées et la tête de profil par rapport au lecteur. Dans ses plumes, se distinguent la Nouvelle-Calédonie et les îles Loyauté. 
Ce timbre est dessiné par Jean-Richard Lisiak et gravé en taille-douce par André Lavergne.

### Le type Lavergne de 2003
Le type Lavergne est illustré d'un cagou se tenant bien droit, la tête et le torse seuls visibles. De couleur claire, il se distingue sur un fond de couleur.
Ce timbre est dessiné et gravé en taille-douce par André Lavergne. Il est en usage depuis février 2003. Cependant, en 2003 pour fournir des distributeurs automatiques et en 2006 à cause d'un changement de tarifs, deux valeurs au type Lavergne ont continué à servir, respectivement le timbre autocollant à valeur permanente rouge avec dentelure ondulée latérale et le 100 francs pacifiques bleu surchargé « +10F ».
En juillet 2009, un carnet de dix timbres à validité permanente rouge est mis en vente avec une couverture promouvant le service de personnalisation des timbres de l'Office des postes et télécommunications. Au lieu d'être imprimé par Phil@poste Boulazac, en France métropolitaine, il est réalisé à Nouméa par Éditions imprimerie du Pacifique.

### Le type Ramon de 2009
Le type Ramon présente un cagou se tenant droit et vue presque de face avec deux végétaux derrière lui.
Le dessin de Laurence Ramon est gravé par Pierre Albuisson. Il est mis en usage le 7 août 2009, lors des émissions philatéliques marquant les cent cinquante ans du service postal intérieur de l'île.

## Timbres commémoratifs
Les premiers timbres de la Nouvelle-Calédonie ont donné lieu à des émissions commémoratives rappelant l'émission de 1905 :
- en 1960, un des six timbres de la série du centenaire de la Poste dans le territoire reprend le Triquérat et le cagou de 1905 au-dessus d'une vue de Port-de-France en 1859,

L'image du cagou a servi à promouvoir la philatélie :
- le Club philatélique le Cagou est l'objet de deux émissions en 1985 avec un cagou observant un timbre à la loupe et avec un bloc de timbres sur timbres en 2007.
- en 1990 sur un timbre de poste aérienne, il fait face à un kiwi néo-zélandais pour l'exposition philatélique d'Auckland,
- en 1993, un dessin d'enfant illustre d'un cagou l'émission « Philatélie à l'école. Touriste, mon ami ».

En 1992, le cagou est accompagné d'une grue pour le centenaire de l'immigration des premiers Japonais en Nouvelle-Calédonie.
Espèce en voie de disparition, le cagou est l'objet d'une série de quatre timbres par Nick Shewring en 1998, dans le cadre d'une émission soutenue par le World Wildlife Fund (WWF), ainsi que dans la série du Birdlife International de 2007 dessinée par Laurence Ramon.
Pour les cent cinquante ans du service postal intérieur en Nouvelle-Calédonie, les cinq types d'usage courant émis de 1985 à 2009 sont repris sur un timbre lenticulaire de cinq cents francs Pacifique, émis le 7 août 2009.

## Autres
En 1984, stylisé, le cagou apparaît sur le blason de Nouvelle-Calédonie.
En 2000, sous forme de bandes dessinées, il est mis en scène sur trois timbres de vœu de Jean-Richard Lisiak pour une naissance, les vacances ou adresser des vœux de bonheur.

### Source
- Catalogue de cotations des timbres des DOM-TOM, éditions Dallay, 2006-2007,  (ISBN 2952462720). Ce catalogue fournit les artistes, les dates d'émission des différentes valeurs de séries d'usage courant.